# Романов Аркадій Юрійович
Аркадій Юрійович Романов (рос. Аркадий Юрьевич Романов; нар. 8 квітня 1969) — російський морський офіцер, віцеадмірал, заступник командувача Чорноморського флоту ВМФ Росії.

## Біографія
Народився 1969 року в Москві. 1991 року закінчив Вище військово-морське училище підводного плавання імені Ленінського комсомолу, після чого був направлений на Північний флот, де проходив службу на важких атомних підводних човнах, починав з посади інженера групи ракетної бойової частини.
2001 року закінчив Військово-морську академію імені Кузнєцова, після чого прийняв у командування атомний підводний човен «Дмитрий Донской». Під час перебування на тій посаді керував запусками ракети «Булава» в рамках її випробувань.
Від 2006 до 2009 року обіймав посади заступника командира та начальника штабу 31-ї дивізії підводних човнів, після чого вступив до Академії Генерального штабу, закінчивши яку 2011 року був призначений на посаду начальника організаційно-мобілізаційного управління Північного флоту.
2012 року був призначений на посаду командира тієї ж 31-ї дивізії та повернувся до військово-морської бази в Гаджиєво. Тоді ж отримав звання контрадмірала. Потім обіймав посаду начальника штабу підводних сил Північного флоту. Від серпня 2017 до серпня 2018 року командував Біломорською військово-морською базою в Сєверодвінську. Від 2018 до жовтня 2021 року обіймав посаду командувача підводних сил Північного флоту. У грудні 2020 року отримав військове звання віцеадмірала.
5 жовтня 2021 року призначений на посаду заступника командувача Чорноморського флоту.
Має звання кандидата в майстри спорту з офіцерського багатоборства.

## Нагороди
- Орден Мужності
- Орден «За військові заслуги»
- Орден «За морські заслуги»[1]